# Зоран Джинджич
Зо́ран Джи́нджич (серб. Зоран Ђинђић, Zoran Đinđić; *1 серпня 1952 — †12 березня 2003) — сербський політик, мер Белграда, прем'єр-міністр Сербії в 2001—2003.
За освітою — філософ.

## Біографія

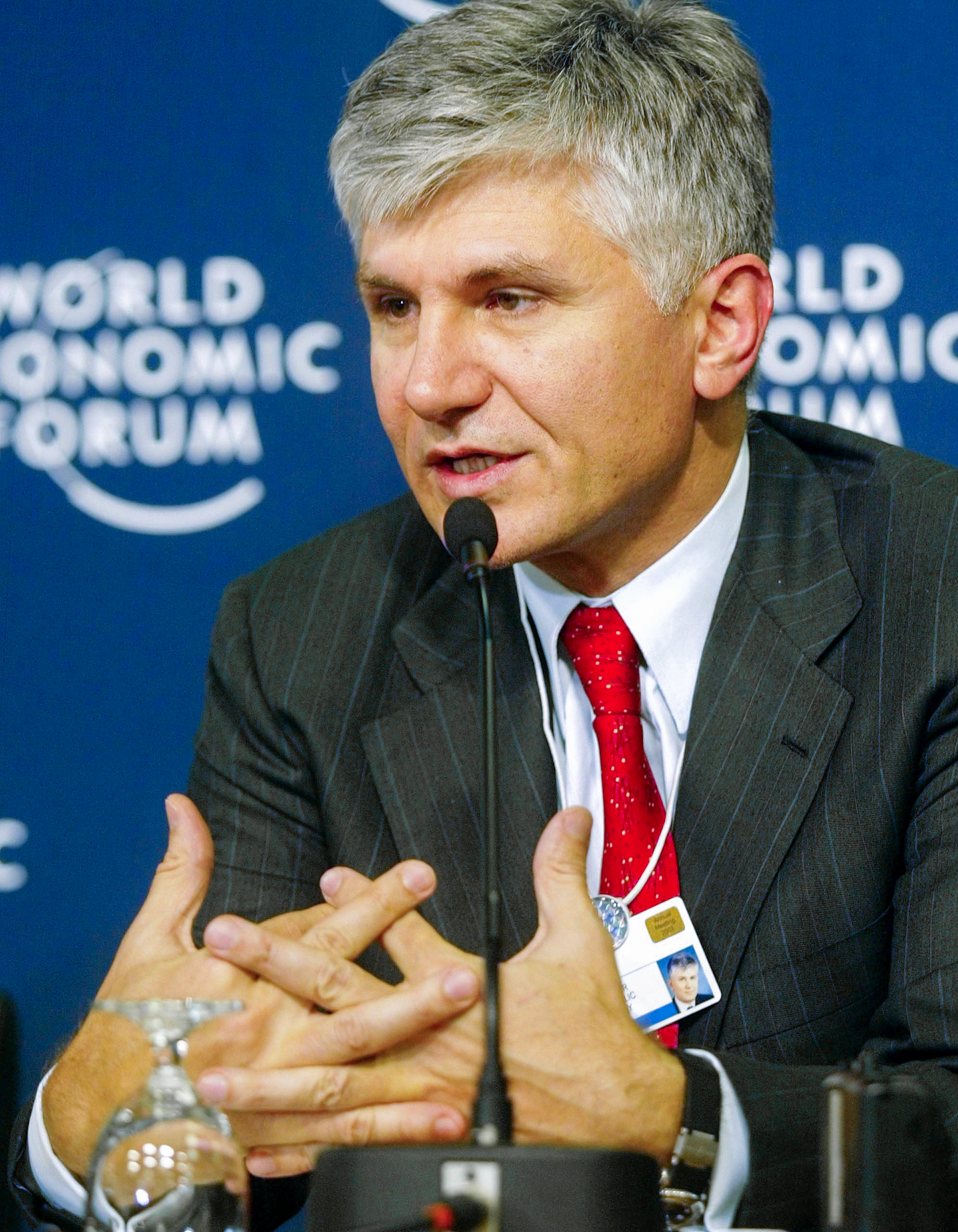
Джинджич Зоран

Народився у невеликому містечку Босанському Шамці на півночі Боснії і Герцеговини в сім'ї військового. 1974 — закінчив філософський факультет Белградського університету. У 1970-х — 1980-х вчився в Німеччині в Констанцькому університеті, продовживши вивчати філософію під керівництвом представника Франкфуртської школи Юргена Габермаса.
Викладаючи філософію в університеті міста Новий Сад, Джинджич одночасно займався комерцією. 1989 повернувся до Югославії і став дисидентом. Разом з майбутнім президентом Воїславом Коштуніцею створює Демократичну партію Сербії. 1996 переміг на виборах на пост міського голови Белграда. Проте, побоюючись переслідування югославською владою, емігрував до Чорногорії. Після «Бульдозерної революції» Джинджич став прем'єр-міністром Сербії.

### Політичний портрет
Джинджич був на чолі процесів, що призвели до повалення президента Милошевича і організував його видачу Гаазькому трибуналу. Він став ворогом номер один сербських націоналістів, але прямо визнав в одному з інтерв'ю, що здав Милошевича в обмін на кредити від Заходу — один мільярд двісті вісімдесят мільйонів доларів. Після цього жоден з політиків, підозрюваних у причетності до злочинів під час балканських воєн не міг почуватися затишно у Сербії — більшість обрали за краще добровільно здатися Гаазі.
Джинджич активно реформував силові структури, почавши з відставок з керівних посад людей Милошевича і намагався забрати контроль за державними підприємствами від людей наближених до попереднього президента.
Джинджича звинувачували у схильності до узурпації влади і безкомпромісному ставленні до політичних противників — і не тільки опоненти, але й союзники йому дали прізвисько «Малий Слобо», порівнюючи з Милошевичем. Часто конфліктував із новим президентом Югославії Коштуніцею через надто повільне, на його думку, запровадження економічних реформ.
Джинджич проводив украй прозахідну політику, через що нажив собі багато недоброзичливців.
12 березня 2003 застрелений на сходах будинку уряду Сербії.